# Eusynthemis aurolineata
Eusynthemis aurolineata är en trollsländeart som först beskrevs av Tillyard 1913.  Eusynthemis aurolineata ingår i släktet Eusynthemis och familjen skimmertrollsländor. IUCN kategoriserar arten globalt som livskraftig. Inga underarter finns listade i Catalogue of Life.